# Gluteoplastia de aumento

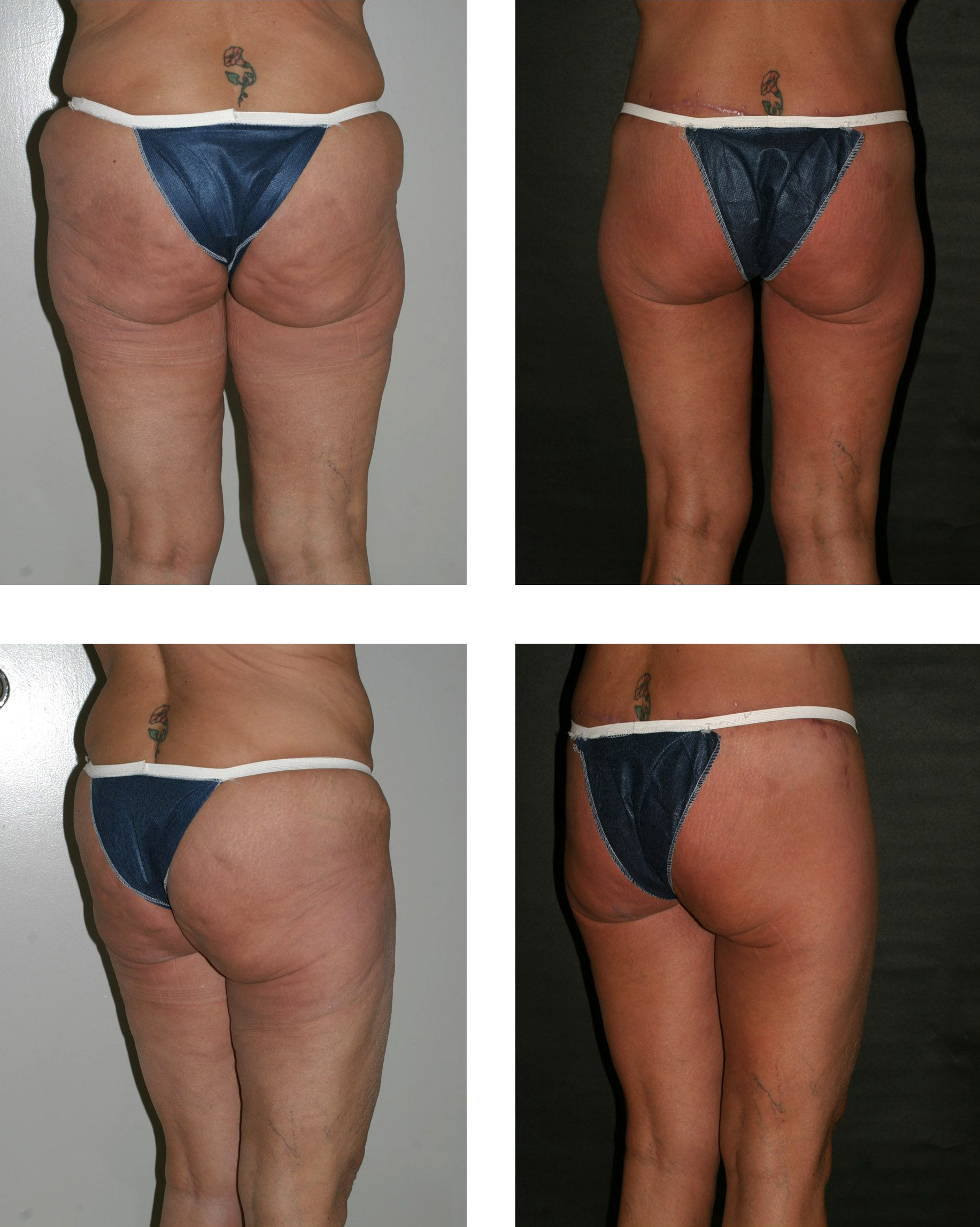
Pré-operatório (à esquerda) e pós-operatório (à direita).

Gluteoplastia de aumento é uma cirurgia plástica que consiste na introdução de próteses de gel de silicone no glúteo maior.